# Chomiczak klasztorny
Chomiczak klasztorny (Cricetulus tibetanus) – gatunek gryzonia z rodziny chomikowatych (Cricetidae).

## Występowanie
Występuje tylko w Chinach (Tybet i Qinghai).

## Tryb życia
Przypuszcza się, że jego zachowanie jest podobne do zachowania chomiczaka tybetańskiego.